# Elise Koivogui

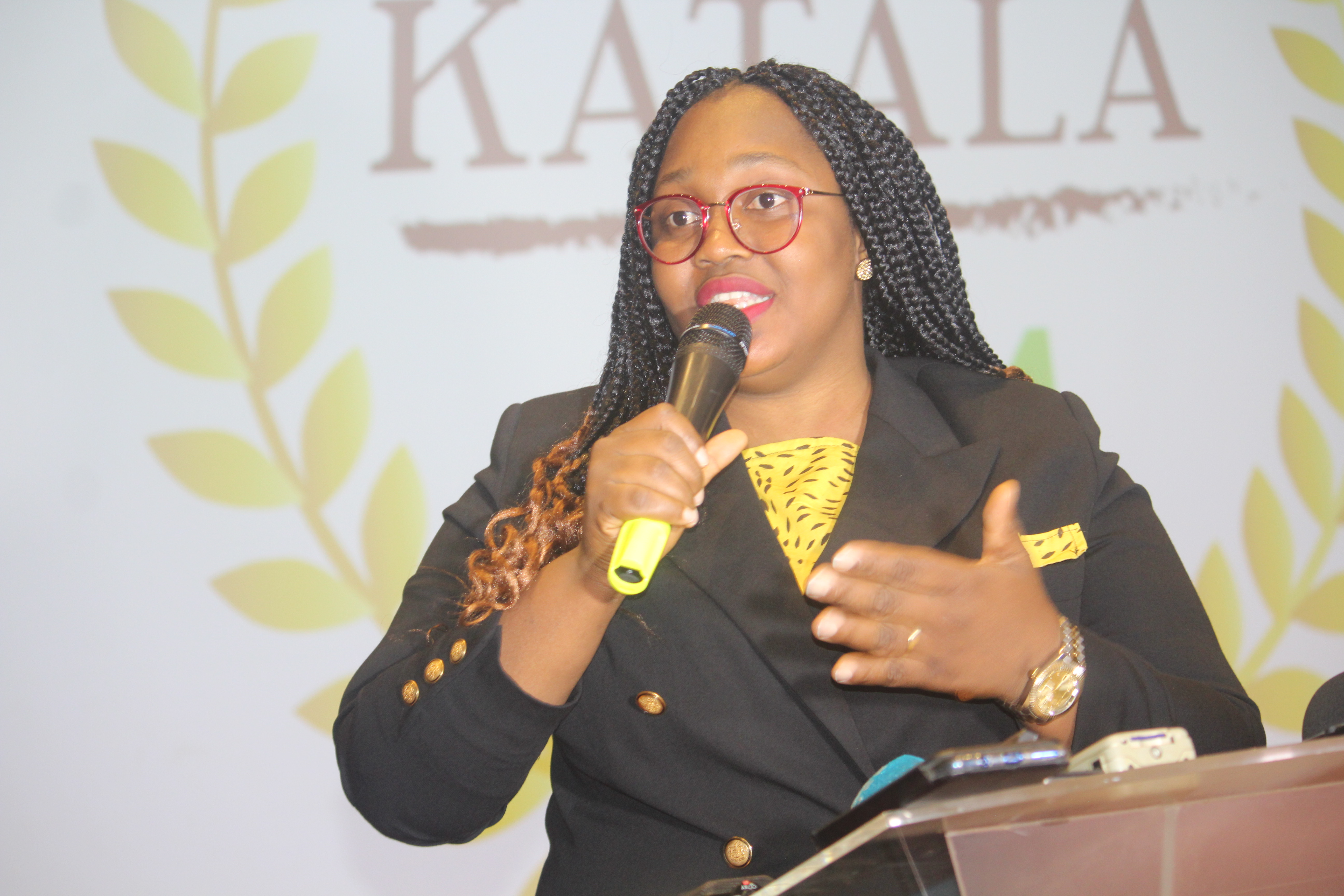

Elise Koivogui, née le 2 juillet 1988 à Macenta en république de Guinée, est une manager en ressources humaines, une activiste et une spécialiste en communication guinéenne.
Depuis le 11 octobre 2024, elle est la directrice générale adjointe de la société de la poste guinéenne,.

## Biographie

### Parcours professionnel
Elle est fondatrice associée de l’agence de communication institutionnelle et événementielle More and More, présidente du comité de gestion associée du cabinet d’expertise RH MCA Consulting ; gestionnaire administrative et commerciale associée à KF ; membre fondatrice chargée des relations extérieures de la fondation d’Aide à la Santé Scolaire et Communautaire FASSCo et présidente de l’Association des Jeunes Intellectuels de Guinée (AJIG).
À 16 ans, Elise Koivogui est stagiaire à la Société Générale de banque en Guinée (SGBG) alors qu’elle n’est qu’une lycéenne. À 18 ans, elle décroche un contrat de travail avec la société Cellcom Guinée au costumer care avant d’être repérée par la société de publicité Indigo Publicité comme assistante cheffe pub junior, toujours étudiante.
Fin 2008, elle poursuit ses études au Maroc, où elle fait sa licence 3 et son Master en Marketing–Communication.
Elle revient en 2011, pour commencer avec l’entreprise familiale MCA Consulting pendant 5 ans.
Dans l’intervalle de 2011 à 2016, entre recrutements, gestion, mises à disposition et formations, elle crée la ligne de vêtements ethnique Kdir qui est vite devenue O’dace, fait des actions humanitaires et sociales seule ou avec l’ONG Elites de vie, le plus souvent en faveur des enfants.
Depuis 2016, elle est l’initiatrice des concepts Mon Emplois c’est Moi ou Travailler oui, Connaitre ses droits c’est Important ou encore Katala 224.
Le 11 octobre 2024, elle est nommée directrice générale adjointe de la société de la poste guinéenne.

## Activiste
En 2015, elle devient présidente de l’Association des jeunes Intellectuels de Guinée (AJIG), elle intègre la direction de communication du gouvernement à temps partiel sous l’égide du ministre porte-parole du gouvernement Albert Damantang Camara,.

## Prix et reconnaissances
- 2017 : Prix du TOYP (ten outstanding young persons of 2017) de la Jeune Chambre internationale (JCI Guinée) ;
- 2016 : prix Jeanne Martin Cissé part les Amazones de la démocratie ;
- 2015 : prix Leader d’exception par le collectif des organisations non gouvernementales pour la promotion de l'excellence en guinée (COPE-GUINEE)
- 2014 : prix Meilleur Espoir Féminin 2014[10].

## Vie privée
Elise Koivogui est mariée et mère de trois enfants.